# یوری قامباریان
یوری استپانی قامباریان (قامباروف) (ارمنی: Յուրի Ստեփանի Ղամբարյան (Ղամբարով؛ زادهٔ ۱۰ ژوئن ۱۸۵۰ - درگذشته ۱۹۲۶) یک دانشمند و حقوق‌دان اهل ارمنستان که از تاریخ ۱۹۱۹ تا تاریخ ۱۹۲۰ ریاست دانشگاه دولتی ایروان را برعهده داشت.

## زندگی‌نامه
در ۲۲ ژوئن [سبک قدیمی: ۱۰ ژوئن] ۱۸۵۰ در تفلیس به دنیا آمد و از دانشگاه امپراتوری مسکو (۱۸۷۰) فارغ‌التحصیل شد. وی در دانشگاه امپراتوری نووروسیاک، دانشگاه امپراتوری مسکو، دانشگاه آزاد بروکسل، مدرسه عالی علوم اجتماعی روسیه؟، انستیتو پلی‌تکنیک سن پترزبورگ، دانشگاه دولتی ایروان و دانشگاه دولتی تفلیس فعالیت می‌کرد. وی در ۱۹۲۶ در سن ۷۶ سالگی در لنینگراد درگذشت و در گورستان نووودویچی به خاک سپرده شد.

## یادداشت
1. ↑  իրավունքի դոկտոր
2. ↑  իրավունքի տեսաբան
3. ↑  համալսարանի դասախոս
4. ↑  Մոսկվայի կայսերական: համալսարան
5. ↑  Նովոռոսիյսկի կայսերական համալսարան
6. ↑  Մոսկվայի կայսերական համալսարան
7. ↑  Բրյուսելի ազատ համալսարան